# Stora energipriset
Stora energipriset var ett svenskt pris inom energiteknik som delades ut av Theorells i samarbete med Dagens Industri och senare Sweco. Priset delades ut från 1984 till 2012, till både organisationer och personer, med visst fokus på energibesparing i byggnader. Själva priset utgjordes av en förgylld theorellventil. Från 2009 delades även ett studentpris ut, baserat på examensarbeten. Från 2014 ersattes priset av Swecos Hugopris, namngivet efter Hugo Theorell, med annan inriktning.

## Pristagare i urval
- 1984: Carl Munters (för utvecklandet av värmeväxlaren)[4]
- 1986: Östergötlands läns landsting och Mårten Fackler (för alternativ uppvärmning av byggnader)[4]
- 1987: Göran Henningsson på AB Ludvig Svensson för uppfinningen Energiväv. En aluminiumväv som monteras i växthus och årligen genererar en besparing på 20 TWh med 20 000 hektar väv
- 1989: Vasaterminalen AB (för tillvaratagande av överskottsenergi i World Trade Center i Stockholm)[4]
- 1995: Lennart Johansson, Eustathios Ionnides och Magnus Kellström, SKF (för unika insatser inom SKF som möjliggjorde reduktioner av energiförluster i maskiner, fordon och apparater)[4]
- 1998: Karl-Axel Edin (för att under 20 år deltagit i energidebatten med sina analyser av energiteknik och energipolitik)[4]
- 1999: Sven-Erik Jungvik, Mora Armatur AB (för Mora ESS-tekniken, vattenkranen ESS och andra vatten- och energibesparande innovationer)[4]
- 2000: Fagersta Energetics och Uppsala Energi (för att ha utvecklat material- och värmeväxlarteknik för utvinning av vattenångans energiinnehåll)[1]
- 2001: Mats Leijon (för idén till och utvecklandet av Powerformer, en ny typ av elgenerator)[4]
- 2002: Helsingborgshem och HSB Sundfastigheter (för sitt arbete med att minska energiförbrukningen i flerbostadshus)[5]
- 2003: Anders Rydåker och Erik Granryd (för att ha utvecklat värmepumpteknik och teknik för fjärrkyla)[4]
- 2004: Herman Lindborg (för energisparande åt fastighetsägare med smarta ventilationssystem)[4]
- 2005: Tomas Hallén, Akademiska Hus (för borrhål i marken som sparar energi)[4]
- 2006: Enno Abel, Akademiska Hus (för sitt arbete där han uppmuntrar framtidens innovatörer)[4]
- 2008: Landstinget i Dalarna (för att vara Sveriges energisnålaste landsting)[4]
- 2009: Kenth Arvidsson och Arlanda Energi (för en energismart affärsmodell)[4]
- 2010: Alingsåshem (för renovering av miljonprogramsområde och utnyttjande av passivhusteknik)[6]
- 2011: Norrköpings kommun (för Händelö energikombinat, där flera aktörer samarbetar i ett industriellt ekosystem och uppnår högre energiutbyte)[4]
- 2012: Eksta Bostads AB i Kungsbacka (för införande av förnybar energi och byggande av energieffektiva bostäder)[7]